# Jorge Lozano (tenista)
Jorge Lozano (17 de mayo de 1963 en San Luis Potosí, México)

## Finales de Grand Slam

### Campeón Dobles Mixto (2)
| Año  | Torneo        | Pareja                  | Oponentes en la final                    | Resultado     |
| 1988 | Roland Garros | Lori McNeil             | Brenda Schultz McCarthy Michiel Schapers | 7-5 6-2       |
| 1990 | Roland Garros | Arantxa Sánchez Vicario | Nicole Provis Danie Visser               | 7-6(5) 7-6(8) |